# Jānis Miņins
Jānis Miņins (* 15. August 1980 in Kuldīga) ist ein ehemaliger lettischer Bobfahrer, der 2008 in Cesana Torinese Europameister im Viererbob wurde. Mit diesem Sieg gelang ihm auch sein erster Weltcupsieg.
Seinen ersten großen Erfolg feierte Miņins 2004 als Juniorenweltmeister im Viererbob. In der Saison 2004/2005 belegte er im Viererbobwettbewerb einen sechsten Platz sowohl in Cortina d’Ampezzo als auch in Winterberg, jeweils zusammen mit Juris Latišs, Ainārs Podnieks und Jānis Ozols. In der Saison 2005/2006 blieb nur Ozols im Viererbobteam, dazu kamen Mārcis Rullis und Intars Dīcmanis. Zusammen erreichte man insgesamt einen 10. Platz, in Igls erreichte er im Weltcup im Zweierbob zusammen mit Daumants Dreiškens den vierten Rang. Er gewann die Olympiaausscheidung seines Landes in Sigulda für die Olympiade 2006 in Turin. Dort wurde er zusammen mit seinem Team in der Zweierbobkonkurrenz Sechster und im Viererbobwettbewerb erreichte er den zehnten Rang. Sein bestes Ergebnis im FIBT-Weltcup 2007 war ein siebter Platz im Vierbobwettbewerb in St. Moritz. Jānis Miņins war von 1999 bis 2010 aktiv. 2009 wurde er zum lettischen Sportler des Jahres gewählt.